# کدیف

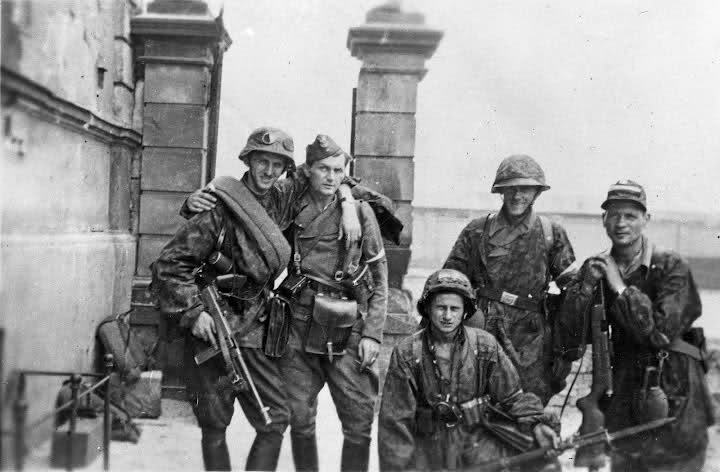
پارتیزان‌های کدیف در خیابان استافسکی در محلهٔ وُلا در جریان قیام ورشو ۱۹۴۴

کِدیف (لهستانی: Kedyw؛ ‏تلفظ لهستانی: [ˈkɛdɨf]) که مخفف عبارت لهستانی «Kierownictwo Dywersji» (به معنای «ادارهٔ اغفال دشمن» یا «اداره عملیات انحرافی») است، واحدی در ارتش میهنی لهستان در جریان جنبش مقاومت لهستان در جنگ جهانی دوم بود که خرابکاری، پروپاگاندا و عملیات مسلحانه فعال یا انفعالی را علیه نیروهای آلمان نازی و همدستان آنان انجام می‌داد.
کِدیف در ۲۲ ژانویه ۱۹۴۳ از ادغام دو سازمان قدیمی‌ترِ موجود در ارتش میهنی ایجاد شد: یگان انتقام و سازمان بادبزن. در ابتدا این واحدها، کوچک و محلی بودند. در نهایت، با گسترش و تکوین بیشتر، برخی به مناطق جنگلی نقل مکان کردند تا جنگ پارتیزانی را آغاز کنند. کِدیف حمله به کارخانه‌های اسلحه و مهمات ورماخت (از جمله عملیات زرادخانه)، مدارس نظامی، ارزیابی اطلاعات، ضداطلاعات، ایجاد بیمارستان‌های سیار و یک شبکه ارتباطی را سازماندهی کرد.
این واحد نظامیان خشن و بی‌رحم و همچنین سرکردگان نظامی را ترور می‌کرد و از جمله در ترور رئیس پلیس فرانتس کوچرا و فرانتس بورکل (عملیات بورکل) نقش اساسی داشت. این واحد همچنین ترور افراد خائن را که با دشمن همکاری می‌کردند به عهده داشت که یکی از این افراد ایگو سیم بود.

### فرماندهان
- آئوگوست امیل فیلدورف (ژنرال نیل) - تا مارس ۱۹۴۴
- یان مازورکویچ (رادوسواف) - مارس تا اوت ۱۹۴۴